# Bezdědický Kluček
Bezdědický Kluček (351 m n. m.) je vrch v okrese Mladá Boleslav Středočeského kraje, ležící asi 1 km východně od Bezdědic, na katastrálním území Bělá pod Bezdězem.

## Geomorfologické zařazení

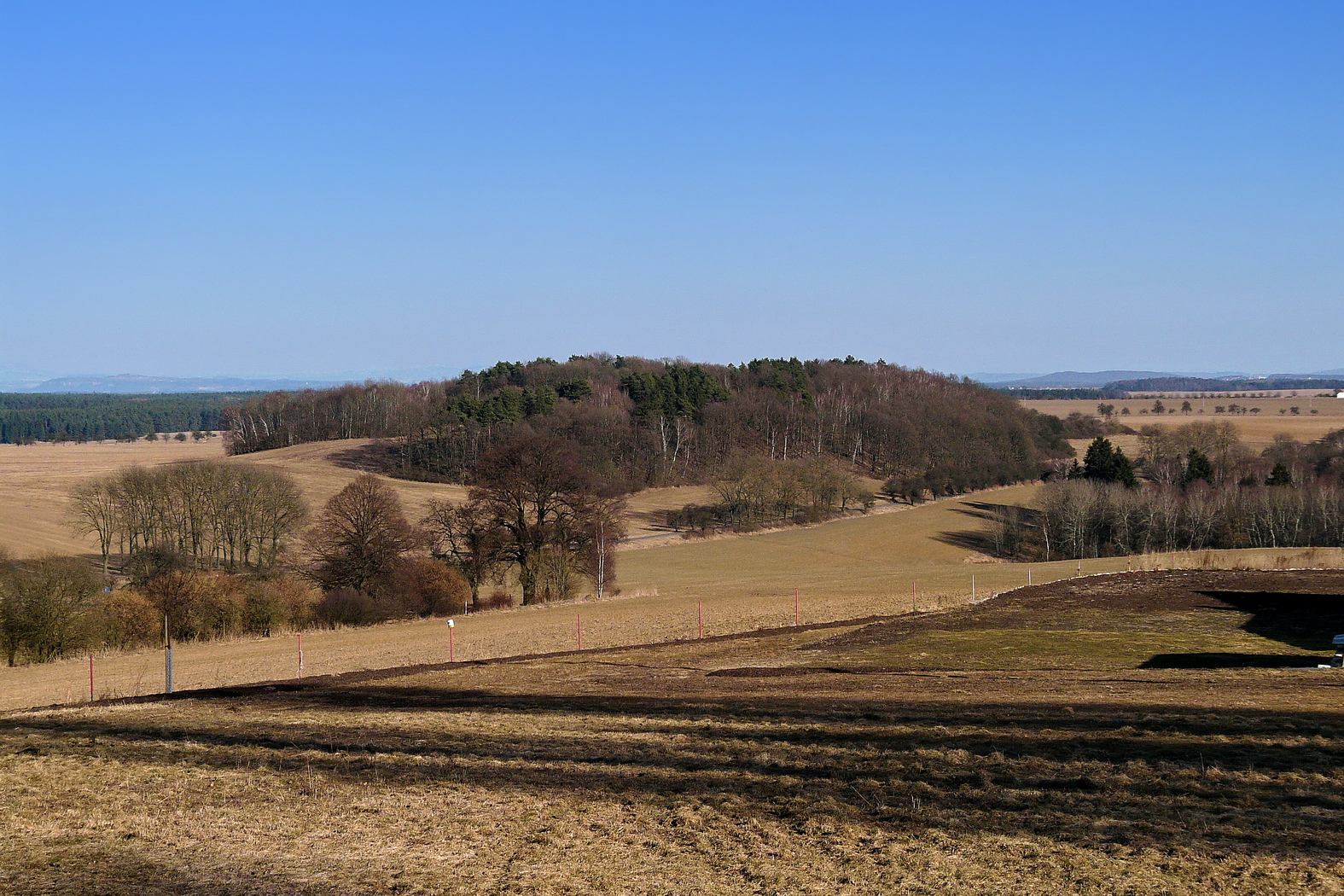
Bezdědický Kluček z Bezdědic

Vrch náleží do celku Ralská pahorkatina, podcelku Dokeská pahorkatina, okrsku Polomené hory, podokrsku Housecká vrchovina a do Bezdědické části. Podle Demkova Zeměpisného lexikonu (2006) náleží vrch do sousedního celku Jizerská tabule. V tom případě by zařazení bylo: Jizerská tabule / Středojizerská tabule / Bělská tabule / Březinská tabule.

## Přístup
Automobilem lze k vrchu přijet po silnici Bezdědice–Březovice, od níž vrch leží severně. Na vrchol nevede žádná cesta, ale výstup je jednoduchý.